# Phostria mimastis
Phostria mimastis là một loài bướm đêm trong họ Crambidae.